# Лясковичи (Петриковский район)

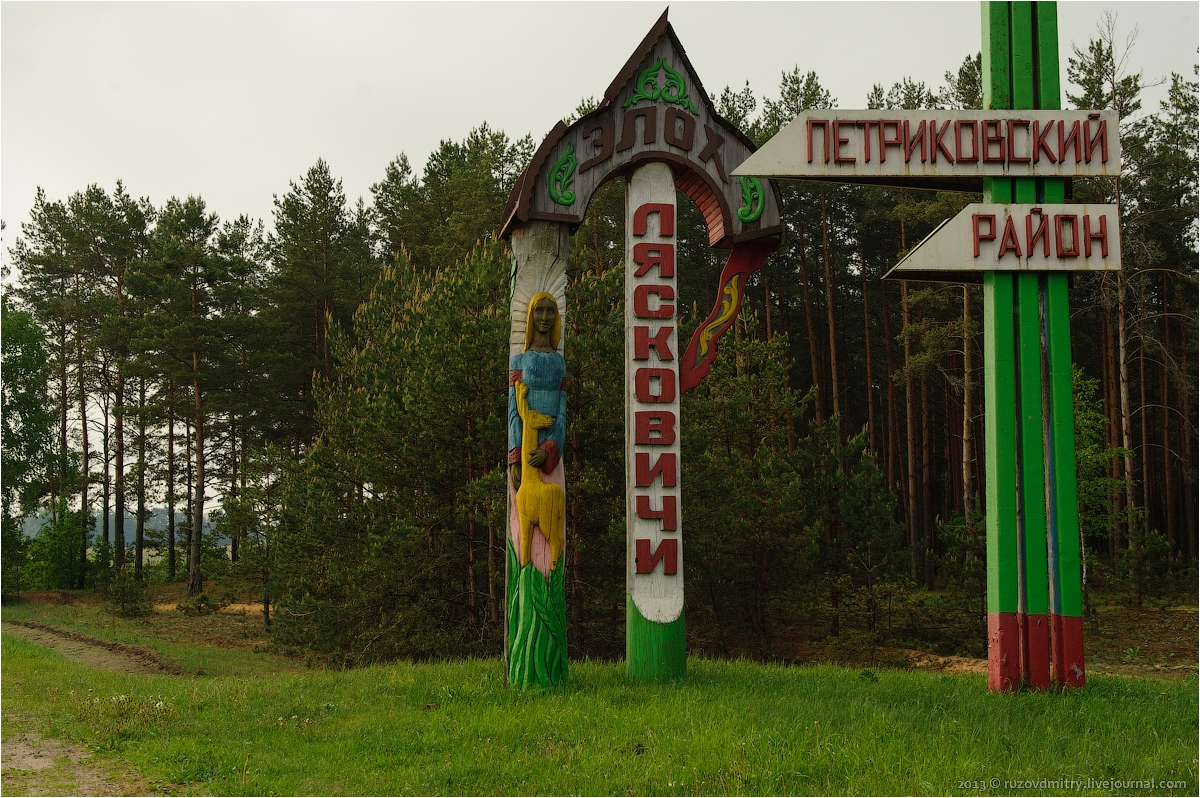
Въезд в деревню

Лясковичи (бел. Ля́скавічы) — агрогородок в Петриковском районе Гомельской области Республики Беларусь. Административный центр Лясковичского сельсовета.
Около деревни расположены месторождения торфа и сапропелей. На западе граничит с лесом.

## География

### Расположение
Агрогородок расположен в 25 км на восток от города Житковичи и В 24 км на запад от Петрикова, 22 км от железнодорожной станции Копцевичи (на линии Лунинец — Калинковичи), 214 км от Гомеля.

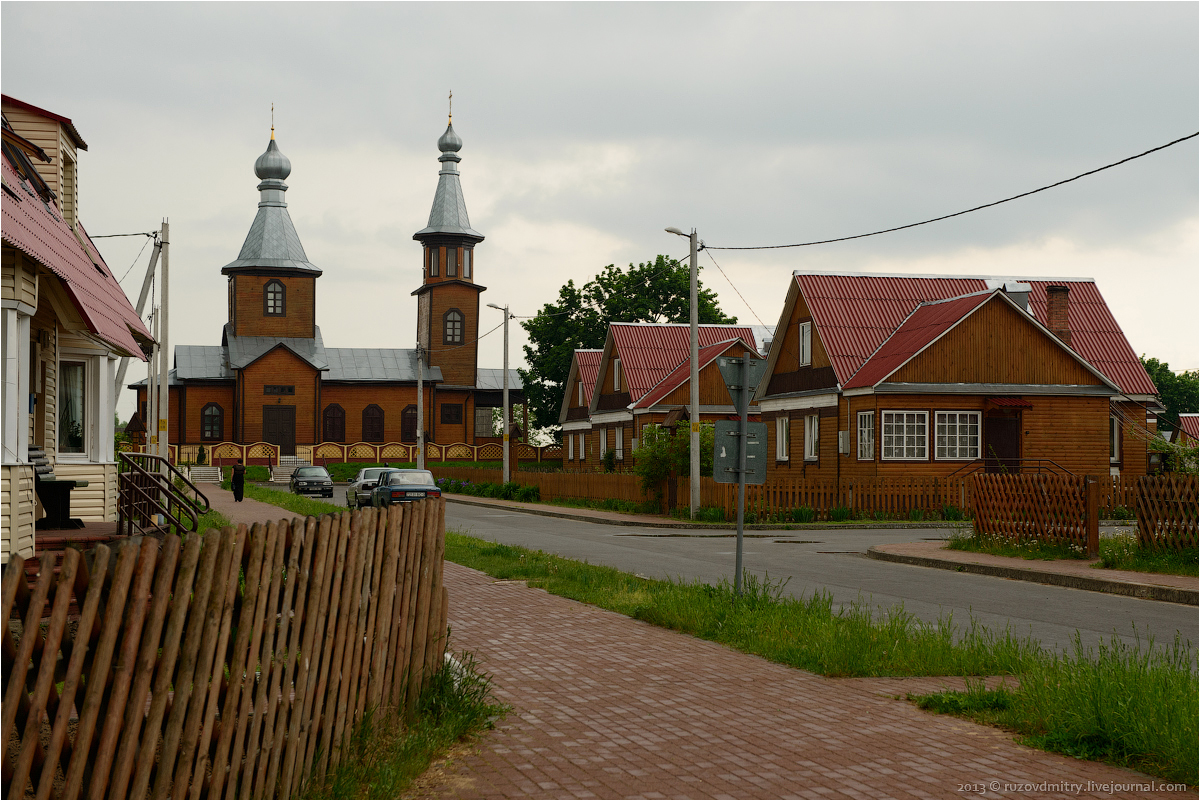
Дома для работников национального парка. Свято-Михайловская церковь.

### Гидрография
На юге пойма реки Припять и озеро Ветвица, на севере мелиоративные каналы.

## Транспортная сеть
На автодороге Житковичи — Петриков. Планировка состоит из 3 почти параллельных между собой улиц, ориентированных широтно и застроенных плотно деревянными усадьбами.

## История
По письменным источникам известна с XVI века как село в Мозырском повете Минского воеводства Великого княжества Литовского.
В 1626 году на средства помещика Зябкого построена церковь в честь Пречистой Богородицы.
После 2-го раздела Речи Посполитой (1793 год) в составе Российской империи.
В 1795 году владение Ходкевичей.
В 1850 году владение Киневичей. Офицеры Генерального штаба Российской армии, которые знакомились с этими местами, отмечали обособленность деревни с видом неприметного застенка.
По ревизским материалам 1861 году открыта школа, а в 1910 году — ещё одна школа. Действовала временная пристань.
По сведениям 1885 года работала винокурня.
Центр волости, в которую в 1885 году входили 11 селений с 381 двором.
В 1895 году построено новое здание церкви.
Согласно переписи 1897 года действовал трактир. Поблизости пристань Кабачок на реке Припять; почтовое отделение Мозырской уездной почтово-телеграфной конторы.
В 1911 году имеет статус местечка.
С 29.08.1919 в составе Мозырского уезда Гомельской губернии РСФСР, с 10.08.1920 в составе Мозырского уезда БССР.
С 20 августа 1924 года до 2 апреля 1975 года и с 24 мая 1978 года центр Лясковичского сельсовета Петриковского района Мозырской (до 26 июля 1930 года и с 21 июня 1935 года до 20 февраля 1938 года) округа, с 20 февраля 1938 года Полесской, с 8 января 1954 года Гомельской областей.
В 1929 году организован колхоз.
Во время Великой Отечественной войны в 1944 году оккупанты частично сожгли деревню. 100 жителей погибли на фронте. Согласно переписи 1959 года центр совхоза «Лясковичи». Действуют средняя школа, Дом культуры, библиотека, аптека, больница, отделение связи, столовая, 4 магазина, швейная мастерская.
В состав Лясковичского сельсовета до 1934 года входит посёлок Бринёв (сейчас деревня Бринёв).

## Население

### Численность
- 2004 год — 301 хозяйство, 684 жителя.

### Динамика
- 1700 год — 27 дворов.
- 1795 год — 29 дворов.
- 1811 год — 34 двора.
- 1850 год — 54 двора, 287 жителей.
- 1885 год — 60 дворов, 361 житель.
- 1897 год — 112 дворов, 693 жителя (согласно переписи).
- 1908 год — 147 дворов, 1137 жителей.
- 1925 год — 175 дворов.
- 1959 год — 1143 жителя (согласно переписи).
- 2004 год — 301 хозяйство, 684 жителя.

## Культура
- Дом культуры

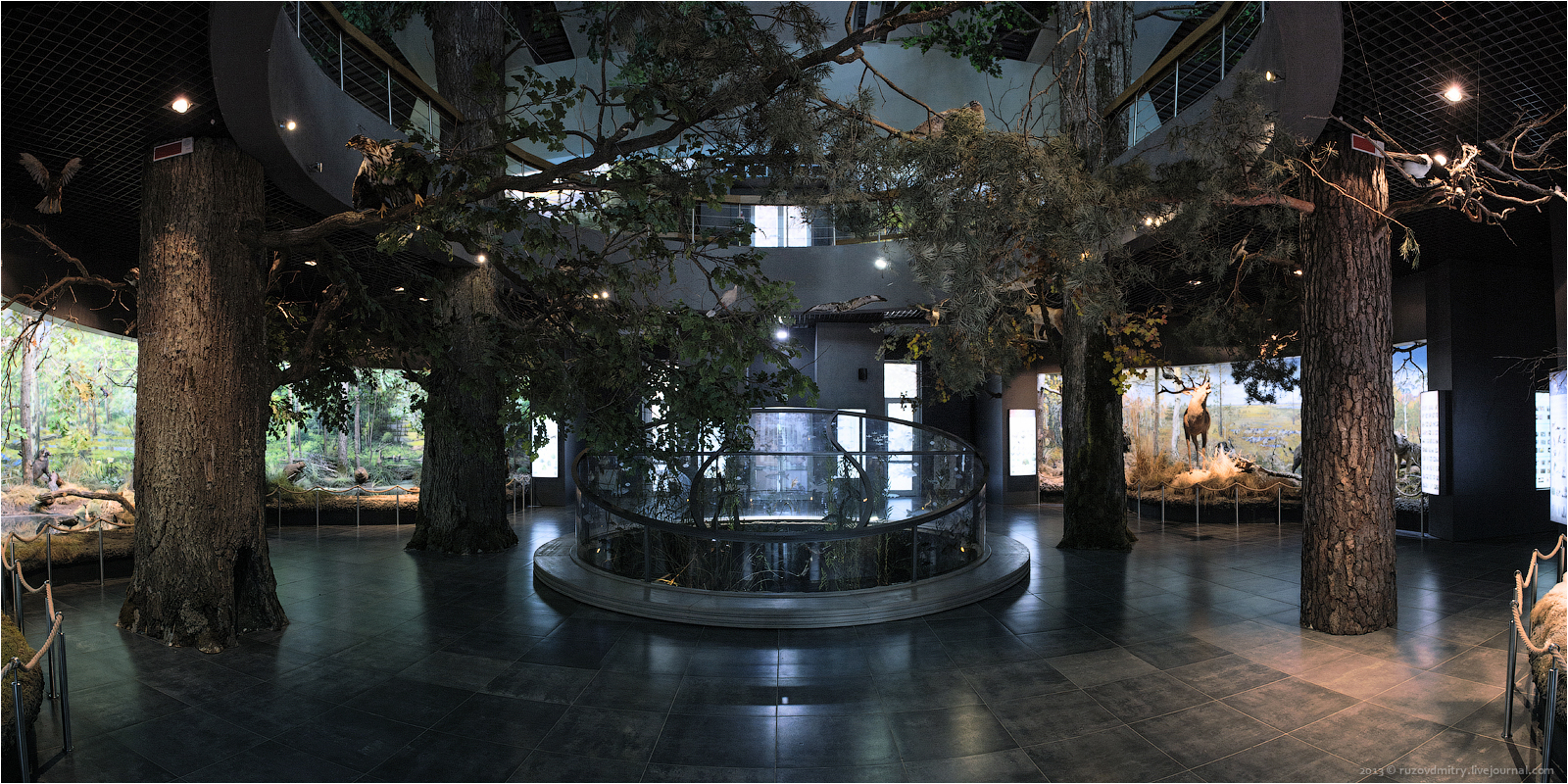
Музей природы в Лясковичах

- Музей природы национального парка «Припятский»
- Музей хлеба (2022)

## События и мероприятия
- Международный фестиваль этнокультурных традиций «Зов Полесья»[2][3].
- «Ночь музеев» или «Международный день музеев» (18 мая 2025).

## Достопримечательность
- Свято-Михайловская церковь (1993)

### Утраченное наследие
- Свято-Михайловская церковь (1879)

## Известные уроженцы
- Иван Михайлович Бамбиза — белорусский государственный деятель.